# Григоровка (Близнюковский район)
Григоровка (укр. Григорівка), село,
Алексеевский сельский совет,
Близнюковский район,
Харьковская область, Украина.
Код КОАТУУ — 6320680205. Население по переписи 2001 г. составляет 147 (68/79 м/ж) человек.

## Географическое положение
Село Григоровка находится на правом берегу реки Большая Терновка, есть мост.
На противоположном берегу — сёла Никольское и Алексеевка.

## История
- 1790 — дата основания.

## Экономика
- В селе есть молочно-товарная и птице-товарная фермы.

## Культура
- Клуб.

## Известные люди
- Кандиба Алена Николаевна — Мать-героиня.